# Styloleptus taino
Styloleptus taino es una especie de escarabajo longicornio del género Styloleptus, tribu Acanthocinini, subfamilia Lamiinae. Fue descrita científicamente por Lingafelter y Micheli en 2004.

## Descripción
Mide 7 milímetros de longitud.

## Distribución
Se distribuye por Puerto Rico.